# Циклон (навігаційна система)
Циклон (цивільний варіант системи відомий як «Цикада») — перша супутникова система навігації у СРСР, побудована на базі космічного апарата (КА) «Циклон» і КА «Затока» (Індекс ГУКОС — «'11Ф617»'), до складу якої входили три апаратних комплексу: «Цунамі-АМ» на штучних супутниках Землі, «Цунамі-БМ» (P-790) на кораблях і «Цунамі-ВМ» на берегових об'єктах.

## Історія
Перші супутники системи, Космос-192 і Космос-220, були запущені 23 листопада 1967 року і 7 травня 1968 року відповідно.
Розгортання системи розпочато в 1971 му, коли вона була здана в дослідну експлуатацію під назвою «Затока». У 1976 році система була прийнята на озброєння, у складі шести космічних апаратів «Парус», що обертаються на приполярних орбітах висотою 1000 км.

## Особливості
Проект «Циклон» був першим у світі поєднаним навігаційно-зв'язковим супутниковим комплексом. Система забезпечувала визначення планових координат і була оснащена бортовим ретранслятором для радіотелеграфного зв'язку кораблів ВМФ і підводних човнів з береговими пунктами управління і між собою.
Зв'язок між абонентами здійснювалася як у зонах прямої радіовидимості, так і глобально, з затримкою по часу (2-3 години) перенесення супутником інформації. Також додатково излучался радіосигнал на частоті 10 ГГц, який використовувався для корекції корабельної системи вказівки курсу.

## Точність позиціонування
Для нормального функціонування системи потрібна підтримка на орбіті угруповання з 6 супутників «Парус». Апаратура, що використовується на цій серії супутників, дозволяє визначати координати на площині з точністю до 80-100 метрів.
Точність визначення координат системою «Циклон» значно поступається характеристиками сучасних систем навігації GPS і ГЛОНАСС. У процесі експлуатації системи з'ясувалося, що основний вклад в похибку навігаційних визначень вносять похибки передаються супутникам власних ефемерид, які розраховуються і закладаються на борт КА засобами ПКУ — наземного комплексу управління.

## Цивільний сегмент
У 1976 році був розроблений цивільний варіант навігаційної системи для потреб торговельного морського флоту, що отримав назву «Цикада».

## См. також
- Цикада (система)
- Transit
- Коспас-Сарсат